# Mesoreodon
Mesoreodon es un género extinto de herbívoro terrestre de la familia Merycoidodontidae, subfamilia Merycoidodontinae (también conocidos como oreodontes), endémico de América del Norte durante el periodo conocido como Whitneyan de las épocas Oligoceno-Mioceno (33 a 20,6 millones de años) que existieron durante de aproximadamente 12,4 millones de años.

## Taxonomía
Mesoreodon fue nombrado por Scott en 1893 y su tipo es Mesoreodon chelonyx. Se sinonimiza subjetivamente con Eporeodon por Lander (1998). Fue clasificado en la familia Merycoidodontidae por Stevens y Stevens en 1996.

## Morfología
Era un animal grande que se alimentaba de las numerosas plantas de crecimiento lento y brotes de los pastos que crecían en las llanuras de América del Norte. Tenía una mandíbula más bien robusta, y como todos los oreodontes, colmillos afilados.
A diferencia de muchos otros oreodontes, que estaban restringidos a ciertos hábitats, Mesoreodon podía encontrarse en diversos emplazamientos. Se han encontrado fósiles de Mesoreodon pertenecientes al Mioceno en los desiertos de California, las praderas de Nebraska, Wyoming y Dakota del Sur, el sudeste de Idaho, John Day Fossil Beds en Oregón y Florida. De hecho, es el único esqueleto completo de oreodonte encontrado en Florida, lo que resulta extraño, ya que los oreodontes tenían una posición dominante en todo el continente hasta su extinción. Vivían en todos los ambientes, por lo que debían ser muy adaptable.
Se han hallado cuerdas vocales osificadas de Mesoreodon, siendo el único animal junto al mono aullador que las posee en los tiempos modernos. Mesoreodon puede haber sido un "oreodonte gritón" que utilizaba los ruidos fuertes para intimidar a sus enemigos y rivales.
A partir de los exámenes de cuatro muestras por M. Mendoza para estimar la masa corporal y se estima que su masa oscilaba entre los 144,8 y los 228,6 kg.